# Odprto prvenstvo ZDA 1981
Odprto prvenstvo ZDA 1981 je teniški turnir za Grand Slam, ki je med 1. in 13. septembrom 1981 potekal v New Yorku.

## Moški posamično
John McEnroe :  Björn Borg, 4–6, 6–2, 6–4, 6–3

## Ženske posamično
Tracy Austin :  Martina Navratilova, 1–6, 7–6(7–4), 7–6(7–1)

## Moške dvojice
Peter Fleming /  John McEnroe :  Heinz Günthardt /  Peter McNamara, b.b.

## Ženske  dvojice
Kathy Jordan /  Anne Smith :  Rosemary Casals /  Wendy Turnbull, 6–3, 6–3

## Mešane dvojice
Anne Smith /  Kevin Curren :  JoAnne Russell /  Steve Denton, 6–4, 7–6(7–4)